# Герб Константиновки
Герб Константиновки — официальный символ города Константиновка, утверждённый решением Константиновского городского совета 15 декабря 2000 года.

## Описание герба
Щит разделён вилоподобно на лазоревое, червлёное и зелёное поля. В центре — серебряный фонтан. Щит обрамлён венком из ветвей, перевитым лазоревой лентой с золотой надписью "Константиновка" и увенчан золотой короной.  
Стеклянный фонтан в центре герба города символизирует мастерство местных умельцев, которые однажды создали уникальный стеклянный фонтан, поразивший в 1939 году посетителей Всемирной выставки в Нью-Йорке.  

## Символика
Разделение щита на три части в виде вилоподобного креста обусловлено тем, что город является железнодорожным узлом, откуда железная дорога расходится на три направления. Лазоревый цвет символизирует красоту и величие. Червлёный цвет подчёркивает храбрость, мужество и любовь к родному краю. Кроме того, червлёный цвет — это цвет раскалённого металла, указывающий на металлургическую промышленность города. Зелёный цвет символизирует надежду на лучшее будущее, вечность жизни и обилие растительности в городе.  
Серебряный фонтан изображает реальное историческое событие. Эта фигура подчёркивает высокий профессионализм жителей города, их способность создавать уникальные предметы. Серебряный фонтан на гербе также указывает на наличие в городе разнообразного стекольного производства, занимающего одно из ведущих мест наряду с развитой металлургией, химической промышленностью и другими производствами. Украшения за щитом в виде ветвей указывают на обилие этих растений в городе и его окрестностях.  

## История

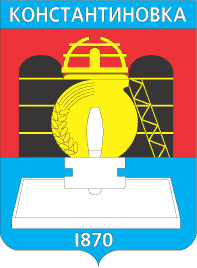
Герб советского периода

Герб Константиновки был утверждён 18 ноября 1981 года. На щите изображены доменная печь, реторта, колос пшеницы, стеклорез на поверхности стекла, а также дата "1870".  